# Takayus quadrimaculatus
Takayus quadrimaculatus là một loài nhện trong họ Theridiidae.
Loài này thuộc chi Takayus. Takayus quadrimaculatus được Da-xiang Song & Joo-Pil Kim miêu tả năm 1991.